# لاتویا جکسون
لاتویا ایوان جکسون (به انگلیسی: La Toya Yvonne Jackson) خواننده، نویسنده، آهنگساز و مدل آمریکایی و خواهر بزرگ‌تر مایکل جکسون و از اعضای خانواده جکسون است. شهرت وی بیشتر به خاطر برهنه شدن در مجله پلی‌بوی است که باعث طرد وی توسط خانواده هنری جکسون شد.
وی دو بار و در دو شماره مختلف مارس ۱۹۸۹ و نوامبر ۱۹۹۱ مجله پلی‌بوی به صورت برهنه ظاهر شد. وی دلیل این کار را رهایی از سبک پاستوریزه تربیت خانوادگی عنوان نموده است.
در سال ۲۰۱۶، او با اندی خوانندۀ ایرانی-ارمنی در تک‌آهنگ «تهران» همکاری کرد.

## ‌منابع
1. ↑  Randolph, Laura B. 'LaToya Jackson on: fame, family and her future in Paris' بایگانی‌شده  در ۱۶ اکتبر ۲۰۱۵ توسط Wayback Machine, July, 1992
2. ↑  «YouTube». web.archive.org. ۲۰۱۶-۰۳-۰۷. بایگانی‌شده از اصلی در ۷ مارس ۲۰۱۶. دریافت‌شده در ۲۰۲۳-۰۲-۰۸.
3. ↑  "twitter.com/latoyajackson/status/705463569169514496?lang=en". Twitter (به انگلیسی). Retrieved 2023-02-08.
4. ↑  «La Toya Jackson To Drop Farsi Duet With Iranian Singer Andy Madadian». idolator. ۲۰۱۵-۱۰-۰۷. دریافت‌شده در ۲۰۲۳-۰۲-۰۸.[پیوند مرده]

- مشارکت‌کنندگان ویکی‌پدیا. «La Toya Jackson». در دانشنامهٔ ویکی‌پدیای انگلیسی، بازبینی‌شده در ۶ مارس ۲۰۱۶.